# Pododimeria gelatinosa
Pododimeria gelatinosa är en svampart som beskrevs av Luttr. & M.E. Barr 1978. Pododimeria gelatinosa ingår i släktet Pododimeria och familjen Pseudoperisporiaceae.   Inga underarter finns listade i Catalogue of Life.